# Řemíčov
Řemíčov település Csehországban, a Tábori járásban. Řemíčov Hlasivo, Zhoř u Mladé Vožice, Nová Ves u Mladé Vožice és Mladá Vožice településekkel határos. Lakosainak száma 96 fő (2024. január 1.).

## Népesség
A település lakosságának változását az alábbi diagram mutatja:
| Lakosok száma | 331  | 297  | 281  | 164  | 107  | 64   | 73   | 84   | 99   | 96   |
|               | 1869 | 1900 | 1921 | 1961 | 1980 | 2011 | 2016 | 2019 | 2021 | 2024 |